# Carmine Infantino

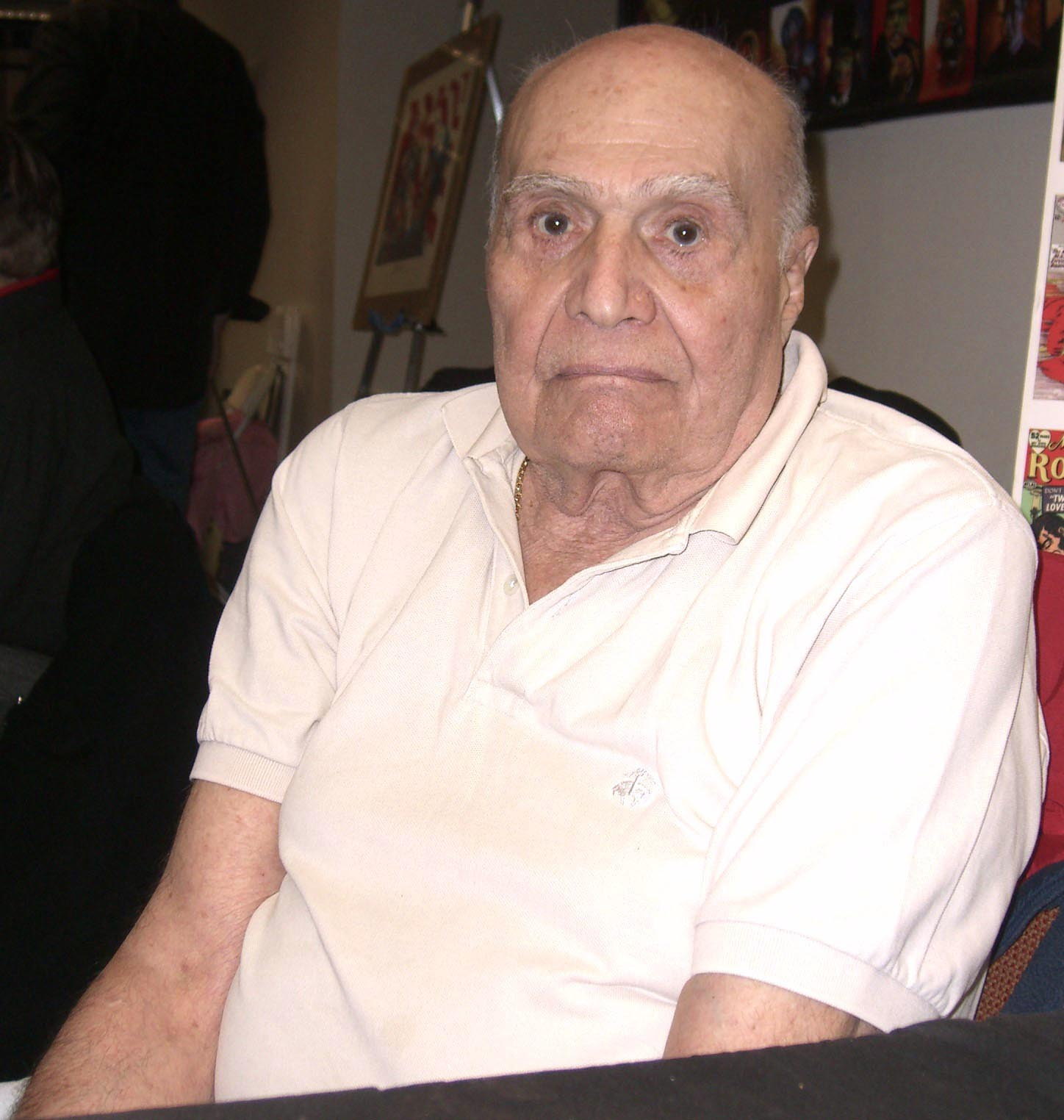
Carmine Infantino (November 2008)

Carmine Infantino (* 24. Mai 1925 in Brooklyn, New York City; † 4. April 2013) war ein US-amerikanischer Comicautor und -redakteur.

## Leben und Arbeit
Infantino wurde als Sohn des Musikers Pasquali Patrick Infantino, einem Mitglied der Band des Komponisten Harry Warren, und einer aus Neapel stammenden Immigrantin geboren. Nach dem Schulbesuch in Brooklyn besuchte Infantino die School of Industrial Art in Manhattan, um schließlich im Atelier von Harry Chesler als Zeichner zu arbeiten.
Nach dem Besuch einiger Zeichenkurse der Art Students League begann Infantino als Zeichenassistent für den Verlag Quality Comics zu arbeiten. Nach einem Wechsel zu Timely Comics 1942 begann Infantino als regulärer Zeichner Arbeiten für fortlaufende Comicserien beizusteuern. Seine erste Arbeit war dabei eine Geschichte um die Figur Jack Frost, die in U.S.A. Comics #3 vom Januar 1942 erschien. Im weiteren Verlauf der 1940er Jahre folgten Arbeiten für die Verlage Hillman Periodicals (Airboy and the Heap), Fawcett Comics, Holyke und DC-Comics. Für letzteren zeichnete Infantino in den 1940ern Geschichten um Figuren wie The Flash, Black Canary, Green Lantern und die Justice Society of America.
In den 1950ern war Infantino zunächst für den von Joe Simon und Jack Kirby ins Leben gerufenen Verlag Prize Comics tätig für den er die Serie Charlie Chan betreute. Nach seiner Rückkehr zu DC arbeitete er im weiteren Verlauf der 1950er Jahre an Western-, Science-Fiction und Mystery-Comics.
Auf Weisung des Verlagsleiters Julius Schwartz übernahm infantino 1956 den Zeichnerjob für die neugestartete Superhelden-Serie The Flash. Sein Partner dabei war der Schriftsteller Robert Kanigher mit dem zusammen Infantino nicht nur das berühmt gewordene scharlachrote, stromlinienförmige Ganzkörper-Kostüm des Superhelden entwarf, sondern auch die bis heute in ähnlicher Form fortbestehenden Handlungsschauplätze in der futuristischen Stadt Central City und einen Großteil der wiederkehrenden Schurken und Nebenfiguren der Serie kreierte.
Als Nachfolger von Mike Sekowsky übernahm Infantino darüber hinaus kurz darauf die Sci-Fi-Reihe Adam Strange, die in der Serie Mystery in Space veröffentlicht wurde, bevor er 1964 gemeinsam mit dem Autor John Broome beauftragt wurde, die traditionsreiche Batman-Serie generalzuüberholen. Ein lange Zeit fortbestehendes Element der Infantino'schen Überarbeitung war dabei das ovalförmige gelbe Emblem das von 1964 bis 1999 als Erkennungszeichen auf der Brust des Superhelden prangen sollte.
Weitere Arbeiten Infantinos in den 1960er Jahren war die Humor-Reihe Elongated Man und The Space Museum. Es folgten zahllose Cover-Arbeiten für fast alle Serien des Verlages und schließlich ab 1967 Redakteursaufgaben als geschäftsführender Direktor von DC. Zu den Künstlern die Infantino in seiner Eigenschaft als Direktor zu DC holte zählten dabei unter anderem Dennis O’Neil, Neal Adams und Dick Giordano. 1971 übernahm Infantino schließlich den Posten des offiziellen Herausgebers des Verlages. Zu den größten Erfolgen Infantinos als Herausgeber zählte dabei die Abwerbung von Marvels Starzeichner Jack Kirby zu DC zu Beginn der 70er.
In den späteren 1970er Jahren arbeitete Infantino gemeinsam mit dem Schriftsteller Mario Puzo am Drehbuch für den Film Superman. Nachdem Warner Communications, der Besitzer von DC, Infantino durch die Geschäftsfrau Jenette Kahn als Herausgeber von DC ersetzen ließ, kehrte dieser in seinen alten Job als Zeichner zurück.
Es folgten Arbeiten für Warren Publishing und Marvel, so unter anderem Star Wars, Spider-Woman und Nova. In den 1980ern folgte ein zweiter Run an The Flash, bevor Infantino in den 1990ern in den Ruhestand ging. Seither hat er unter anderem seine von Vanguard Productions veröffentlichte Autobiographie, The Amazing World of Carmine Infantino, vorgelegt und gelegentliche Arbeiten als Gastzeichner übernommen.